# Uit liefde voor de vlag
Uit liefde voor de vlag (Frans: Face au drapeau) of De gevaarlijke uitvinding is een roman van de Franse schrijver Jules Verne. Het boek werd voor het eerst uitgebracht in 1896.
Het verhaal beschrijft de lotgevallen van Thomas Roch, een Frans chemicus die een ontploffingsmiddel van ongelofelijke kracht heeft uitgevonden. Net als Verne's eerdere boek, De 500 miljoen van de Begum, draait het verhaal voornamelijk om hoe Frankrijk en in bredere zin de wereld bedreigd worden door een superwapen, wat uiteindelijk wordt overwonnen door het Franse patriottisme.

## Inhoud
Thomas Roch is de uitvinder van een superexplosief maar de regeringen in Europa of de Verenigde Staten willen hem niet de miljarden betalen die hij eist. Uiteindelijk beland hij in een psychiatrische inrichting waaruit hij samen met zijn verzorger Simon Hart wordt ontvoerd door Graaf d'Artigas, een pseudoniem voor de beruchte piraat Ker Karraje.
Het verhaal wordt verteld vanuit het oogpunt van Simon Hart. Ze komen terecht op het eiland Back Cup in de Bermuda's. Hier is een brede grot, alleen toegankelijk per onderzeeër, omgebouwd tot een goed uitgeruste piratenbasis.
Hart slaagt erin om in het geheim een bericht te versturen in een metalen vat, met daarin alle details over Kerraje en zijn wapen. Het bericht bereikt de Britse autoriteiten op hun nabijgelegen marinebasis in Bermuda, en de Britse marine stuurt een onderzeeër, HMS Sword, om Hart te vinden. De bemanning van de onderzeeër neemt contact op met Hart en neemt hem en Roch mee aan boord, maar de Sword wordt ontdekt, aangevallen en tot zinken gebracht door de piraten. De bewusteloze Hart en Roch worden door piratenduikers uit de gezonken Britse onderzeeër gehaald, waardoor de hele Britse bemanning omkomt. Hart verteld dat hij werd ontvoerd en wordt verder niet verdacht.

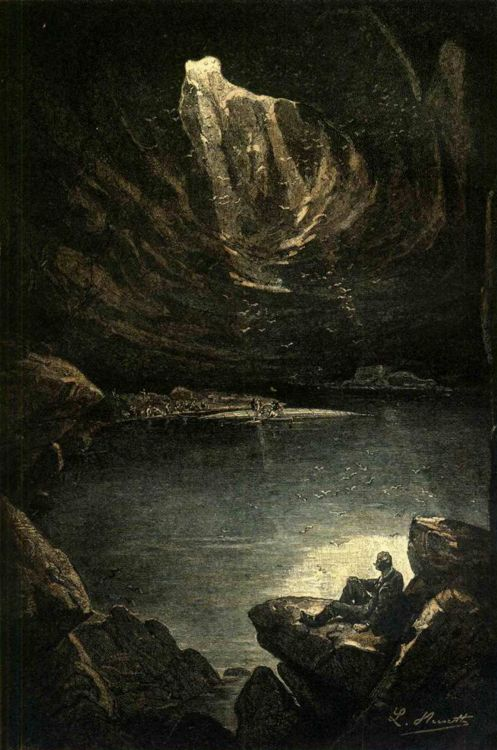
Binnenin de grot, alleen per onderzeeer toegankelijk.

Ondertussen is Rochs wapen af en operationeel. Roch heeft er geen moeite mee om het te gebruiken op Britse of Amerikaanse schepen, en de eerste kruiser die het eiland nadert wordt gemakkelijk vernietigd met slechts een handvol bemanningsleden die het overleven. Vervolgens arriveert er een schip uit Frankrijk en Roch weigert te schieten op het schip van zijn eigen land. Hij worstelt met de piraten, die proberen de Fulgurator (het superwapen) te bemachtigen. Tijdens de worsteling blaast Roch zichzelf, zijn wapen en de piraten op, samen met het hele eiland. De enige overlevende van de catastrofe is Simon Hart, wiens bewusteloze lichaam met het dagboek aan zijn zijde wordt gevonden door de landende Franse matrozen. Hart herstelt uiteindelijk en wordt ruimschoots beloond voor de toewijding aan zijn land.

## Belangrijkste personages
- Thomas Roch, Frans chemicus.
- Simon Hart, verzorger van Thomas Roch.
- Graaf d'Artigas, geheimzinnig personage die Thomas Roch ontvoert om zo het geheim te verkrijgen tot het maken van de springstof.

## Bijzonderheden
- De Franse chemicus Eugène Turpin spande een proces in tegen Verne omdat hij vond dat er verdacht veel gelijkenissen bestonden tussen hemzelf en Thomas Roch. Verne nam Raymond Poincaré als advocaat en de klacht werd ongegrond verklaard.